# Федерация хоккея Болгарии
Федерация хоккея Болгарии (болг. Българска федерация по хокей на лед) — организация, которая занимается проведением соревнований по хоккею на территории Болгарии. Федерация образована в 1946 году, член Международной федерации хоккея с шайбой с 25 июля 1960 года. Федерация объединяет 7 клубов, более 230 зарегистрированных игроков (из них 127 взрослых). В стране имеется 4 открытых площадок с искусственным льдом и 3 Дворца спорта, крупнейший в Софии («Славия») вместимостью 3,000 мест.

## История
В 1929 году был создан Болгарский клуб конькобежного спорта, после чего состоялось несколько встреч по хоккею между командами этого клуба, а затем и между командами АС −23 и ФК −13. В 1949 году в Софии старая площадка «Юноша», была приспособлена под каток и состоялся первый турнир в истории болгарского хоккея. В нём приняли участие команды «Спартак», "Славия ", «Левски» и «Средец» (названы в порядке занятых мест). Зимой 1949 года состоялся первый чемпионат столицы, в котором победил «Академик». В 1950 году в пяти из вновь организованных добровольных спортивных обществ были созданы секции хоккея с шайбой и хоккейные команды.
В 1952 году на льду высокогорного озера у вершины горы Мусала проведено первое республиканское первенство по хоккею. В том же сезоне впервые состоялась юношеская хоккейная первенство. В 1960 году в Софии построен первый каток с искусственным льдом, а в 1973 году в действие вступили две площадки с искусственным льдом в Софии и один в городе Стара-Загора. В сезоне 1953-54 годов болгарский хоккей вышел на международную арену: после тренировочного сбора в Берлине состоялись матчи болгарских хоккеистов с командами Югославии, Румынии, Венгрии и Чехословакии.

## Турниры
В чемпионате Болгарии участвуют 5-6 команд, последние несколько лет играют в 5 кругов. С 1985 года после завершения предыдущего турнира команды, занявшие 1-2 -е места, проводят серию из трех матчей. Очки, набранные в предыдущем турнире, учитываются, если какая-то из команд становится недостижимой, остальные матчи не проводятся.
Чемпионы Болгарии: «Червен знаме» (София) — 1952 , 1956, 1957 и 1959—1964, «Ударник» (София) — 1953 и 1954, «Торпедо» (София) — 1955 , ЦДНА (София) — 1964 , ЦСКА «Червен знаме» (София) — 1965—1967 , «Металлург» (Перник) — 1968, ЦСКА «Септемврийско знаме» (София) — 1969, 1971—1975, 1983, 1984 и 1986, «Кракра» (Перник) — 1970, «Левски — Спартак» (София) — 1976—1982, 1989, 1990, 1992 и 1995, «Славия» (София) — 1985, 1987, 1988, 1991, 1993, 1994, 1996—1999, 2004. В 1958 году чемпионат не проводился.

## Игроки и национальная сборная
Сборная Болгарии первый международный матч провела 25 декабря 1960 года со сборной Венгрии (1:7). В чемпионатах мира и Европы впервые принимала участие в 1963 году (группа С) в Швеции. На чемпионатах мира выступает в группах В и С. Лучший результат — 14- е место (восьмое в группе В) место в общей классификации (1970). Лучший результат на зимних Олимпийских играх — 12- е место (1976) .
Сильнейшие хоккеисты Болгарии разных лет:
- Вратари: А. Илиев;
- Защитники: Г. Илиев, К. Христо;
- Нападающие: И. Атанасов, И. Бачваров, С. Гатчев, С. Бачваров, В. Дымов, М. Ненов, Ю. Данчев, М. Бачваров, Н. Михайлов, К. Герасимов.

В Болгарии работали советские тренеры: В. Александров, Э. Грабовский и В. Шувалов.